# These Days (chanson de Bardot)
Pour les articles homonymes, voir These Days.
Singles de Bardot
I Should've Never Let You Go
(2000) ASAP
(2001)
These Days est une chanson du groupe vocaliste féminin australien Bardot, sortie en  2000. Elle est le troisième single extrait du premier album studio prénommé Bardot.  La chanson s'érige à la 19e place aux charts australiens. Elle fut également repris par la chanteuse américaine Jennifer Paige, qui l'utilisa comme premier single de son deuxième opus Positively Somewhere. Sa version atteint la 40e place au Billboard américain.